# Chiropterotriton priscus
Chiropterotriton priscus es una especie de salamandra en la familia Plethodontidae.
Es endémica de México.
Su hábitat natural son los montanos húmedos tropicales o subtropicales.
Está amenazada de extinción debido a la destrucción de su hábitat .